# Niekrasowo (rejon rylski)
Niekrasowo (ros. Некрасово) – wieś (ros. деревня, trb. dieriewnia) w zachodniej Rosji, centrum administracyjne sielsowietu niekrasowskiego w rejonie rylskim obwodu kurskiego.

## Geografia
Miejscowość położona jest nad rzeką Sejm, 9 km od centrum administracyjnego rejonu (Rylsk), 105 km od Kurska.

## Demografia
W 2010 r. miejscowość zamieszkiwało 239 osób.